# District de Tappita
Le district de Tappita est une subdivision du comté de Nimba au Liberia. 
Les autres districts du comté de Nimba sont :
- Le district de Gbehlageh
- Le district de Saclepea
- Le district de Sanniquelleh-Mahn
- Le district de Yarwein-Mehnsohnneh
- Le district de Zoegeh